# Boško Tomašević
Boško Tomašević (Bečej, FNRJ, 8. maj 1947) srpski je pesnik, romanopisac, esejist i književni teoretičar. Osnivač je škole suštinskog pesništva.

## Biografija
Boško Tomašević studirao je između 1967. i 1972. godine opštu književnost sa teorijom književnosti na Filološkom fakultetu u Beogradu gde je 1982. i doktorirao sa radom o kartezijanskim osnovama romana u prvom licu jednine. Između 1976. i 1990. radio je u novinskim centrima za istraživanje medija i komunikacijâ.
Posle 1990. držao je predavanja i bavio se naučno-istraživačkim radom na univerzitetima: Nansi (1990—1996), Frajburg (1990, 1994, 2001), Beč (1994, 1995, 1996), Erlangen (1998), Berlin (2000, 2001), Ahen (2005) i Inzbruk (1998—2001; 2009). Bavi se oblastima poput: poststrukturalistička književna teorija, ontologija književnosti te odnos pesništva i filozofije.
Član je: Evropske akademije nauka, umetnosti i književnosti; francuskog i austrijskog PEN-a; Francuskog društva pisaca (Société des gens de lettres de France) i Austrijskog saveza pisaca (Österreichischer Schriftstellerverband).

## Poetika
Pored pisanja književnih dela, pre svega poezije, bavio se i fundamentalnom ontologijom. Rad na ontologiji književnog dela vodio ga je traganju za prapočecima jezika, pesništva i mišljenja na način na koji su bili definisani u predsokratskoj misli Heraklita i Parmenida. Ova istraživanja su, posredstvom Hajdegerovog opusa, uticala i na njegovu poetiku. Tomašević je objavio svoju poetiku 2004. godine u knjizi Bitno pesništvo: pesnički manifesti i kraće rasprave o pesništvu.

### Poetologija suštinskog pevanja
Od 1976. godine Tomaševićev književni rad prevashodno je vezan za pisanje poezije. Istovremeno ga interesuje i problematika ontologije književnog dela. Rad na ontološkoj problematici književnog dela vodio ga je istraživanju prirode jezika i odnosu pesništva i mišljenja. Ovakvo interesovanje uputilo ga je Hajdegerovim radovima napisanim posle „Bivstvovanja i vremena“ (1927). U godinama između 1977. i 1983. nastaje, u saglasnosti sa Hajdegerovom filozofijom suštinskog mišljenja, Tomaševićeva poetika suštinskog pevanja kao vida jedne pesnički zasnovane ontologije koja na pesnički način misli bivstvovanje. 
Poezija, prema Tomaševiću, valja da bude prevashodno ontologija, onaj vid književnog izražavanja koji se bavi (o)pevanjem istine bivstvovanja. U bliskoj vezi sa ovim načelom svoje poetike, Tomašević uvodi i drugo koje se odnosi na zahtev da pesništvo treba da opeva bît pesništva, odnosno svoj odnos spram istine i jezika te, takođe, i odnos spram mišljenja. Karakteristični ciklusi ove poetike jesu: Tumačenje Helderlina (1977) i Spomen na Martina Hajdegera (1980) oba objavljena u jednoj svesci pod naslovom Čuvar vremena (1990). Takođe, zbirka Preispitivanje izvora, (1995) kao i ciklus pesama Još jedna povest metafizike u zbirci Appendix (2001).

### Pesništvo Biblioteke i Kulture
Posle 1983., okretanjem ka postmodernističkoj književnoj paradigmi Tomašević razvija poetiku koju naziva pesništvo Biblioteke i Kulture unutar koje pokušava, poput nekih ranijih pesnika, Andreja Belog, Horhe Luisa Borhesa ili Edmona Žabesa, da svoju poeziju uvede u dijalog sa nekim delima svetske književnosti, dajući tako sopstveni doprinos fenomenu postojanja metaknjiževnosti, odnosno književnosti u književnosti. Pesmovanje Kulture, odnosno svetske Biblioteke je manifestacija postojanja intertekstualne paradigme koja, unutar predstave o „neograničenoj semiozi“, ukazuje da je svaki tekst plod prethodnog teksta, da je nedovršiv i procesualan. 
Poetika progresivnog intertekstualnog pisanja, odnosno poetika Biblioteke i Kulture, prisutna je u zbirkama Kartezijanski prolaz (1989), Celan-studije i druge pesme (1991), Ponavljanje i razlika (1993), Predeo sa Vitgenštajnom i druge ruševine (1995), kao i u ciklusu Pesme ponavljanja i pesme razlike u zbirci Čistina i prisutnost (2000).

### Poetika „pesništva iskustva“
Izvan ovih dvaju poetikâ obeleženih Tomaševićevim intelektualnim iskustvom posle 1994. nastaje nova poetika koja reflektuje područje autorovog privatnog iskustva kao iskustva o svom vlastitom životu. Reč je o poetici „pesništva iskustva“. Čovekovo iskustvo stvarnosti je deo njegove ontologijske sheme. Pesnički pojam iskustva odnosi se kako na autorovo lično iskustvo o životu, tako i na raskrivanje jednog opšteljudskog iskustva koje raspreda o dokučivanju čovekovog svakidašnjeg življenja u svetu. Pesmovanje na videlo iznosi izvesno pokazivanje toga kako stoji stvar sa samim čovekovim prebivanjem na zemlji, naime, prema njegovom bivstvujućem kao vremenovanju i povesnosti. Pokazivanje univerzalnog čovekovog iskustva jeste sine qua non ove poezije. 
Mejnstrim ove poetike pesništva iskustva obelodanjen je u Tomaševićevim zbirkama Plan povratka (1996), Sezona bez Gospoda (1998), u ciklusu Doba približavanja u zbirci Nigde (2002), kao i u zbirkama Plodovi pohoda (2008) i Nikud (2011) te u poemama Studija testamenta (1999) i Arheologija praga (2008).

## Objavljene knjige
- Kartezijanski prolaz • Institut za slavistiku - Göttingen (1989)
- Čuvar vremena • Sfairos - Beograd (1990)
- Celan Etudes i druge pesme • Edicija Krovovi - Sremski Karlovci (1991)
- Videlo žiška • Biblioteka 37 - Sombor (1992)
- Svetlost za iskop • Lazarica Press - Birmingham (1992)
- Ponavljanje i razlika / Repétition et différence • Presses de Université de Nancy II - Nancy (1992)
- Coll Memories • WUV - Beč (1994)
- Ugarci • Presses de Université de Nancy II - Nancy (1994)
- Celan-Ètudes • Cahiers Bleues - Troyes (1994)
- Predeo sa Vitgenštajnom i druge ruševine • WUV - Beč (1995)
- Preispitivanje izvora • Presses de Université de Nancy II - Nancy (1995)
- Plan povratka • Svetovi - Novi Sad (1996)
- Druga istorija književnosti • Svetovi - Novi Sad (1997)
- Gespräch in Heidelberg • Schramm - Stuttgart (1998)
- Sezona bez Gospoda • Svetovi - Novi Sad (1998)
- Studija testamenta • Svetovi - Novi Sad (1999)
- Čistina i prisutnost • Apostrof - Beograd (2000)
- Pustinje jezika • Apostrof - Beograd (2001)
- Appendix • Svetovi - Novi Sad (2001)
- Leto moga jezika • Svetovi - Novi Sad (2002)
- Nigde • Apostrof - Beograd (2002)
- Kureluk moga nezadovoljstva • Lux Color Printing - Bečej (2004)
- Celan trifft H. und C. in Todtnauberg • Das Arsenal - Berlin (2005)
- Nova uzaludnost • Svetovi - Novi Sad (2005)
- Gesänge an Innsbruck • Berenkamp - Innsbruck (2006)
- Plodovi pohoda. Conquistador • Narodna knjiga - Beograd (2008)
- Arheologija praga. Fukoova ostavština • Svetovi - Novi Sad (2008)
- Erneute Vergeblichkeit • Edition Neue Wege - Sangerhausen (2009)
- Pesme od lipovog i bagremovog drveta • Art-Projekat - Zrenjanin (2009)
- Kuda i nazad • časopisno izdanje Unus Mundus - Niš (2009)
- Arhiv • Prometej - Novi Sad (2009)
- Übungen im Zweifel • Verlag im Proberaum - Klingenberg (2010)
- Früchte der Heimsuchung • Leipziger Literaturverlag - Leipzig (2011)
- Berliner Gedichte, 2001 • Aphaia Verlag - Berlin (2011)
- Allerneueste Vergeblichkeit • Pop Verlag - Ludwigsburg (2011)
- Nikud • Braničevo - Požarevac (2011)
- Ausgewählte Gedichte • Podium-Porträt 64 - Wien (2012)
- Izabrane pesme, Tom I • Nova Misao - Novi Sad (2012)
- Izabrane pesme, Tom II • Nova Misao - Novi Sad (2013)
- Risse • Pop Verlag - Ludwigsburg (2015)
- Vedro znanje o porazima • Treći trg - Beograd (2015)
- Zaborav koji postajemo • Adresa - Novi Sad (2015)
- Besinnung • Arovell - Gosau/Wien (2017)
- Der Abgrund unter jedem Grund • Edition Art & Science - Wien (2017)
- Izabrane pesme 1975-2017, Tom III • Čigoja štampa - Beograd (2017)
- Izabrane pesme 1975-2017, Tom IV • Čigoja štampa - Beograd (2017)
- Ja Niko i Moloa • Presing izdavaštvo - Mladenovac (2018)
- Red vremena, poredak stvari • Čigoja štampa - Beograd (2020)
- Knjiga od zime i leta, poljskog i Božjeg puta • (2022)
- Knjiga od lipovog drveta / Buch aus Lindenholz • (2022)
- Preostalo vreme / Die Zeit, die übrig bleibt • (2023)

### Romani
- Ein verspäteter Bericht an eine Akademie • Löwenzahn - Innsbruck (2000)
- Zakasneli izveštaj jednoj akademiji • Stylos - Novi Sad (2004)
- Niemand, nirgends. Eine archäologische Erzählung • Löcker - Wien (2018)

### Književne studije
- Kartezijanski roman • Naučna knjiga - Beograd (1989)
- Iz iskustva bitka i pevanja. Nacrt za jednu ontologiju pesništva • Naučna knjiga - Beograd (1990)
- Samorazorne teorije. Književna teorija i duh postmodernizma • Naučna knjiga - Beograd (1994)
- Beskonačna zamena. Fundamentalna ontologija kao teorija poezije • Svetovi - Novi Sad (1997)
- Poezija i mišljenje bića • Apostrof - Beograd (1998)
- Konačna teorija književnosti. Jedna postmodernistička perspektiva • Prosveta - Beograd (2001)
- Pesništvo, književna teorija, egzistencija • Prosveta - Beograd (2003)
- Bitno pesništvo: pesnički manifesti i kraće rasprave o pesništvu • Apostrof - Beograd (2004)
- Galilejevska poetika. Ogledi o metaforama pisanja • Stylos - Novi Sad (2004)
- Hermeneutika neprozirnog. Pesništvo, ontologija, hermeneutika • Plato - Beograd (2006)
- Čekić bez gospodara. Kritički spisi • Braničevo - Požarevac (2009)
- Ogledi o književnoj teoriji. Književna teorija i deridijanska revolucija • Altera - Beograd (2011)
- Protiv književne teorije • Akademska knjiga - Novi Sad (2011)
- Mišljenje pisanja • Mali Nemo - Pančevo (2012)
- Hervorgang des Seins. Das ontologische Geschehen des Dichtens • Traugott Bautz Verlag - Nordhausen (2014)
- Knjiga o Reneu Šaru • Sent - Novi Pazar (2015)
- Pesnički manifesti i spisi o pesništvu • IU Misao - Novi Sad (2016)
- Margine književne teorije i scena pisanja • Čigoja štampa - Beograd (2018)
- Opus totum. Moje delo i katedrale. Pogled na predjeni put • Čigoja štampa - Beograd (2019)
- Bivstvovanje, jezik, pesma • (2021)
- O mojoj poeziji i mojoj poetici • (2022)
- Daleka konačnost. O interpretaciji  • (2022)

## Citati iz poetike

### Citati iz poetologije suštinskog pevanja
- „POEZIJA može biti samo ontologija: pevanje koje (o)peva istinu bivstvovanja. Hajdegerovom suštinskom mišljenju u filozofiji, odgovara u poeziji suštinsko pesmovanje. Pesništvo suštinskog začinjâ izvor. Ono je melopeja bivstvovanja. Pevanje unutar suštinskog pesništva jeste pevanje o bivstvujućem sa stanovišta istine o bivstvujućem. Ono peva opstanak na tragu logosa bitka-po-sebi-bivstvujućeg.“
- „SUŠTINSKO PEVANJE odnosi se na pesništvo koje opeva istinu bivstvovanja, bivajući tako temeljem samog pesništva. Preispitivanje istine bivstvovanja koje pesništvo preduzima predstavlja vid ontološkog pesništva. To je pesništvo o samom bivstvovanju ali i o samoj sudbini poezije. Pevajuća bît suštinskog pesništva čuva vladavinu istine bivstvovanja unutar samog pesništva.“
- „PEVANJE u suštinskom pesništvu jeste pevanje o bivstvovanju sa stanovišta istine o bivstvovanju.“
- „SUŠTINSKO PESNIŠTVO je pesnička analitika opstanka.“
- „SUŠTINSKO PESNIŠTVO je Reč bivstvovanja. Ono peva, jer misli. A misli, jer traga za iskonom na način neskrivenosti, pa¬leći svetlost.“
- „SUŠTINSKO PESNIŠTVO peva ono što grčko mišljenje na¬ziva alétheia, a Heidegger tumači kao čistinu prisutnosti.“
- „PESNIČKO KAZIVANJE dovodi stvari u njihovu prisutnost. Ta prisutnost je kazivanje sâmo. Pesmovanje kroz tumačeće razumevanje daje svet takav kakav se on u svojoj prisutnosti nama daje. Pesništvo je ontologija u najizvornijem smislu reči: govor o biti bivstvovanja.“
- „PESNIŠTVO OPEVA blizinu stvari unutar čovekovog boravišta. Ono daje da se vidi ono što je prisutno, ono što odlazi i ono što čoveku dolazi u susret. Susedujuća blizina pesništva u čovekovoj svakodnevici (s)provodi okupljanje tubića oko onoga najbližeg: oko ognjišta koje čuva čovekovo prapoverenje u svet.“
- „SVAKA PESMA je apsolut. Ona pokušava da kazuje istinu bivstvovanja. Otuda proističe njena jednostavnost.“
- „BITI PESNIK znači: upućivati na bît neke stvari kroz stanovanje u suštini jezika. To, takođe znači : na najneposredniji način govoriti o iskustvu tubivstvujućeg u njegovom tubivstvujućem. Privilegija bitnog pesništva jeste da ono govori iz same suštine toga odnosa.“
- „PEVANJE kao pokušaj pevanja o bivstvovanju je područje otvorenosti na putu ka istini o bivstvovanju. Ono je neprestani tok mislećeg bića i života crpljenih na svome izvoru: pevanju samom.“
- „PESMA NA VIDELO dneva iznosi tubivstvujuće u njegovim egzistirajućim stanjima i, prema tome, odgovornost spram onoga o čemu peva i šta izriče.“
- „POEZIJA izražava individualnost bića tubivstvujućeg na njegovom putu ka Drugom. Ona je darivanje: prinošenje bića tubivstvujućeg konačnoj svrsi svetske povesti putem njegovog samoizlaganja, odnosno putem njegovog glasa savesti.“
- „PESMOVANJE I MIŠLJENJE jesu nešto što biva (sustvuje) u jeziku te upravo preko jezika pripadaju carstvu onog suštinskog: za svet otvorene, razumevane i razumevajuće egzistencije.“
- „SUŠTINSKO PESNIŠTVO (ontološko pesništvo) takođe mora da ima sluha za ponovno postavljanje pitanja o bitku. Ovo «postavljanje pitanja o bitku», izvorno, znači aghibasein: «ići-u-blizinu-bitka», odnosno da se pokuša da se svetlost bitka ponovo nađe u onome što je Parmenid kazivao : Jest naime bitak.“

### Citati iz pesništva Biblioteke i Kulture
- „ALEKSANDRIJSKA POEZIJA ili pesništvo Biblioteke je kulturogena poezija. Ona potiče iz intermedijalnih, metacitatnih i autocitatnih rezonancija.“
- „ALEKSANDRIJSKA POEZIJA pripada sintaktici megakulture, sintaktici civilizacije. Ona je intertekstna i transtekstna po prirodi same stvari.“
- „ZAPADNOEVROPSKI KNJIŽEVNI TEKST započinje orficima i Hesiodom. Ponavljanje matrice toga megateksta zbiva se kao dijalog.“
- „ALEKSANDRIJSKI PESNIK je okrenut baštini. On je, takođe, i sam stvaralac. Pralógos dominira ovom relacijom.“
- „ALEKSANDRIJSKO PESNIČKO štivo je univerzalno štivo Književnosti. Njen pralogos je reč spremna na sve moguće relacije. Ta reč čuva od prve reci bitka sva imena poezije.“
- „OSNOVA ALEKSANDRIJSKE POETIKE ne sastoji se u prostom izlaženju u susret drugom delu, još manje nekritičkom preuzimanju ideja i poruka, stila i smisla, lepote i saznanja, nego u izvornoj otvorenosti za njegov mitski (kosmologijski) kontekst. Pratekst se doživljava kao koincidencija njegovog jednostavnog identiteta u izvornoj otvorenosti Pisma.“
- „ALEKSANDRIJSKO PESNIŠTVO se u svojoj problematičnoj konačnosti iskazuje «jedino u evidenciji kritičkog ukupnog pogleda» kao svetskost svekolikog pesništva iza čijeg se bitnog samosvedočenja nastavlja najvlastitija zadaća pevanja: preispitivanje biti bitka bića.“
- „SVAKA POSTOJEĆA pesma je začetak nove. Pesništvo novog aleksandrinizma zasniva se na poetici intertekstualnosti, to jest na najrafiniranijoj i najuticajnijoj poetici 20. veka.“
- „PESNIŠTVOM INTERTEKSTUALNOSTI vlada infinitistička metafizika teksta, «tekstualna transcendentnost», transtekstualnost.“
- „SVAKA VALJANA PESMA sadrži pevanje biti bitka bića, čovekovo iskustvo tubivstvujućeg i pamćenje jedne Biblioteke.“
- „PESNIŠTVO BIBLIOTEKE jeste izvesno ulančavanje, intertekstualno priljubljivanje i komentatorsko izgrađivanje sopstvenog pesničkog diskursa spram drugih diskursâ. U svetu Literature postoji samo jedno beskonačno ulančavanje tekstova. Tako pesničko delo smišljeno proizvodi jedan «vavilonski šum» unutar vlastite strukture. Pesništvo Biblioteke jeste reprezentativno mesto metajezika, sugerišući tako da je svaki pesnički tekst, tekst bez dna i čvrste referencijalne ograde. Ono izražava radosno poverenje u stvaralačku i oblikujuću moć ponavljanja na čemu se inače književnost zasniva. Ova infinitistička metafizika pesničkog teksta otkriva jednu tajnovitu fr. écriture koja tekstu posvećuje tekst, knjigu knjizi. Ona sadrži volju za ponavljanjem koju u isto vreme opovrgava volja razlike. Ponavljanje i razlika okomito se sučeljavaju, ostvarujući pisanje (fr. l'écriture) do nepoznatog stepena podudaranja sa iskonskom Pesmom, sa iskonskom Knjigom. Kružni princip smene ponavljanja i razlike zbiva se u čistini Otvorenoga u kojoj prebiva dvoznačnost svakog pesmovanja. Nema pesme koja stiže do svoje vlastitosti i isto tako nema pesme koja ne sadrži svoju nedeljivost u rezu jednog raskida koji je istovremeno i sva njena baština. Pesmovanje je istovremeno nada s one strane skepse koja veli: «sve je rečeno».“

## Spoljašnje veze
- http://boskotomasevic.net/
- Agon
- Književni pregled
- Društvo književnika Vojvodine
- Biblioteka ABVG Архивирано на веб-сајту  (17. мај 2016)
- Intervju sa Boškom Tomaševićem (na nemačkom) Архивирано на веб-сајту  (4. март 2016)